# Robert A. McGowan
Robert Anthony McGowan (22 de mayo de 1901 – 20 de junio de 1955) fue un guionista y director cinematográfico de nacionalidad estadounidense.

## Biografía
Nacido en Denver, Colorado, McGowan es conocido fundamentalmente por su etapa como director de los cortos cinematográficos de La Pandilla desde 1926 a 1930, y por ser uno de los guionistas de la serie mientras ésta fue producida por Metro-Goldwyn-Mayer entre 1938 y 1944.
Su tío era el director de La Pandilla Robert F. McGowan. Dado que ambos trabajaban en la serie, para evitar confusiones Robert Anthony McGowan utilizaba el nombre artístico de Anthony Mack. Aunque McGowan dirigió varias entregas de La Pandilla a finales de la década de 1920, su trabajo es considerado menor que el de su tío. Como actor se le puede ver en el corto de 1932 Free Wheeling.
McGowan se casó con Madeline Rosselle, hija de un coreógrafo, y tuvo dos hijas. La carrera de McGowan finalizó a causa de la "caza de brujas" que tuvo lugar a finales de la década de 1940, pues fue incluido en la lista negra por asociarse con otros guionistas previamente denunciados.
Robert A. McGowan falleció en Los Ángeles, California, en 1955. Tenía 54 años de edad. Cinco meses antes había fallecido su tío.

## Filmografía como director
- Shivering Shakespeare (1930)
- Cat, Dog, & Co. (1929)
- Boxing Gloves (1929)
- The Holy Terror (1929)
- Election Day (1929)
- Old Gray Hoss (1928)
- Growing Pains (1928)
- School Begins (1928)
- Edison, Marconi & Co. (1928)
- Rainy Days (1928)
- Playin' Hookey (1928)
- Dog Heaven (1927)
- Heebee Jeebees (1927)
- Chicken Feed (1927)
- Olympic Games (1927)
- Tired Business Men (1927)
- Ten Years Old (1927)
- Bring Home the Turkey (1927)
- Telling Whoppers (1926)
- War Feathers (1926)